# Karl Christian Weber

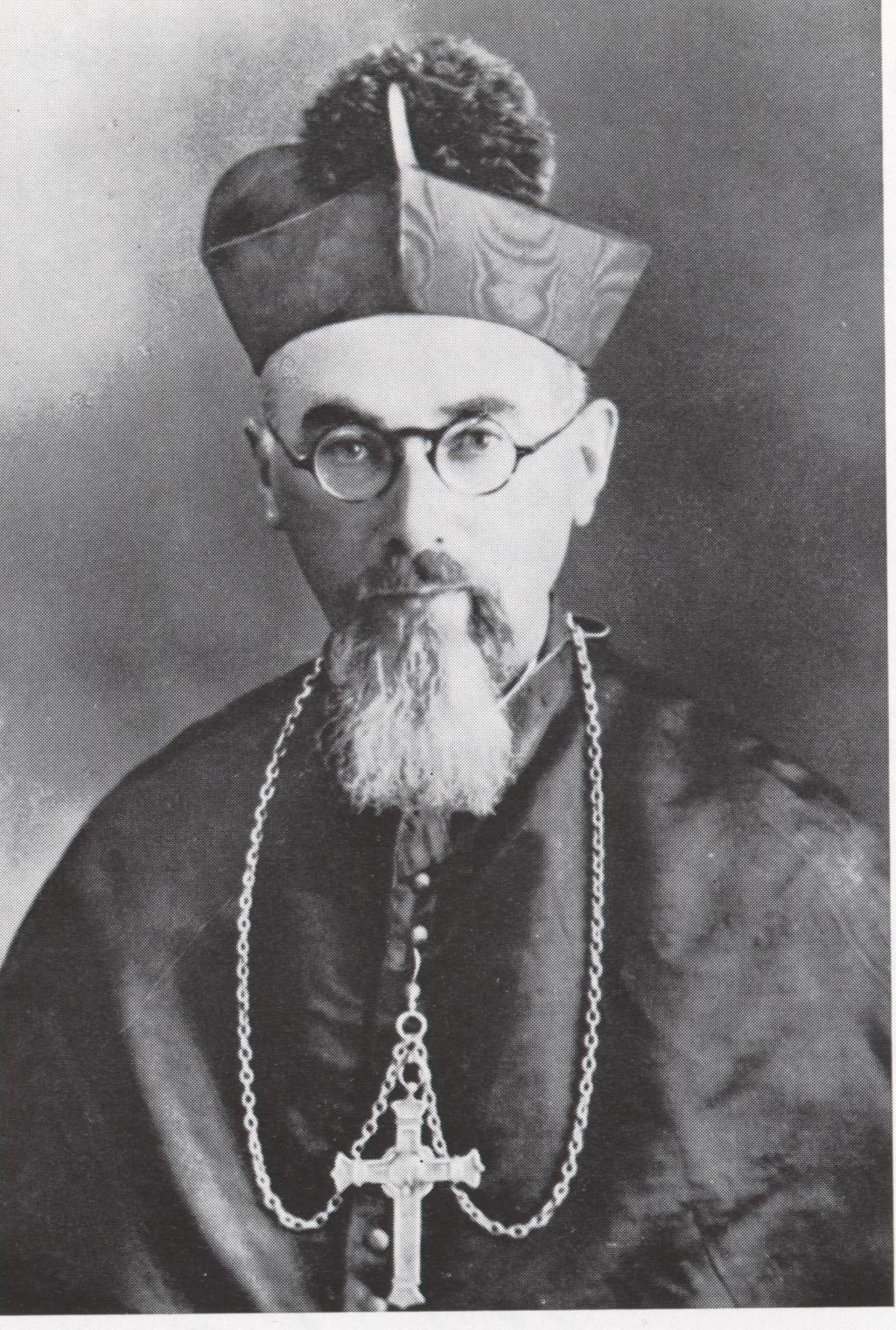
Bischof Karl Christian Weber SVD, 1938

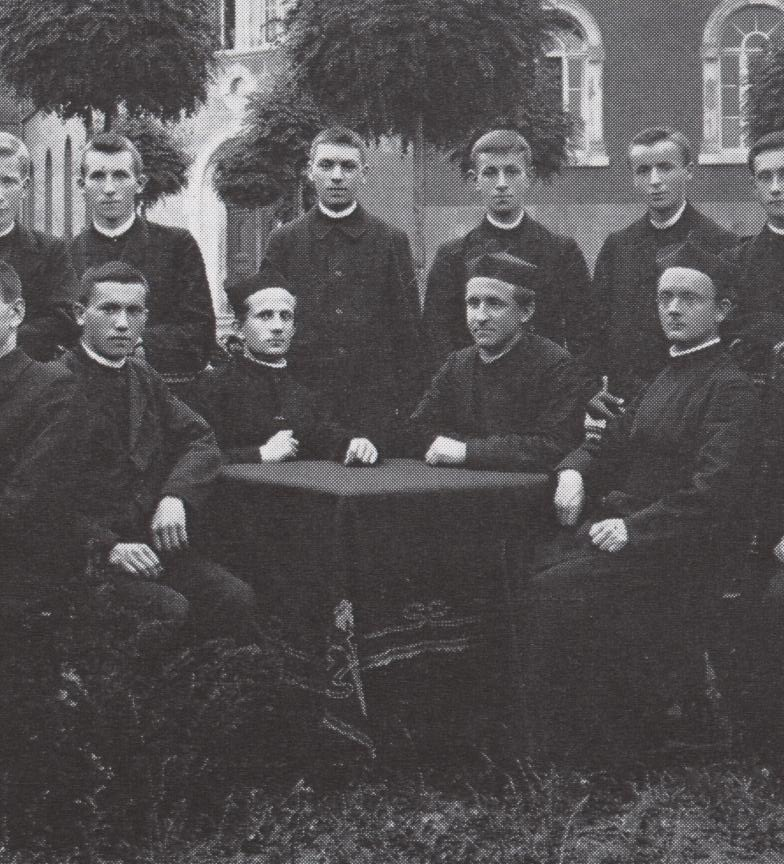
Karl Christian Weber, vorn links, am Tisch, als junger Seminarist im Missionshaus St. Wendel, 1904

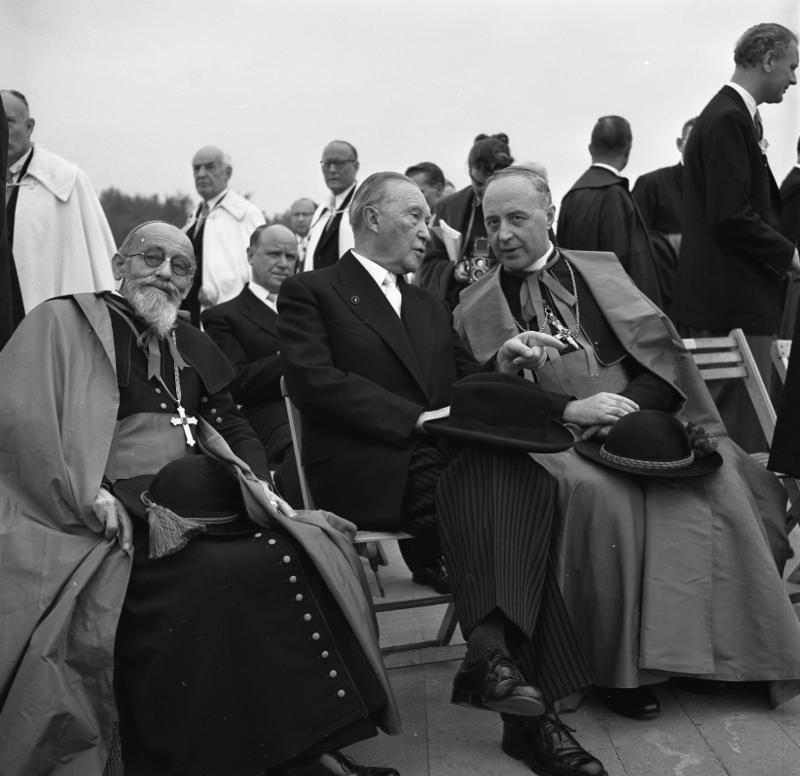
Bischof Weber (links) mit Bundeskanzler Konrad Adenauer. Köln, 1956

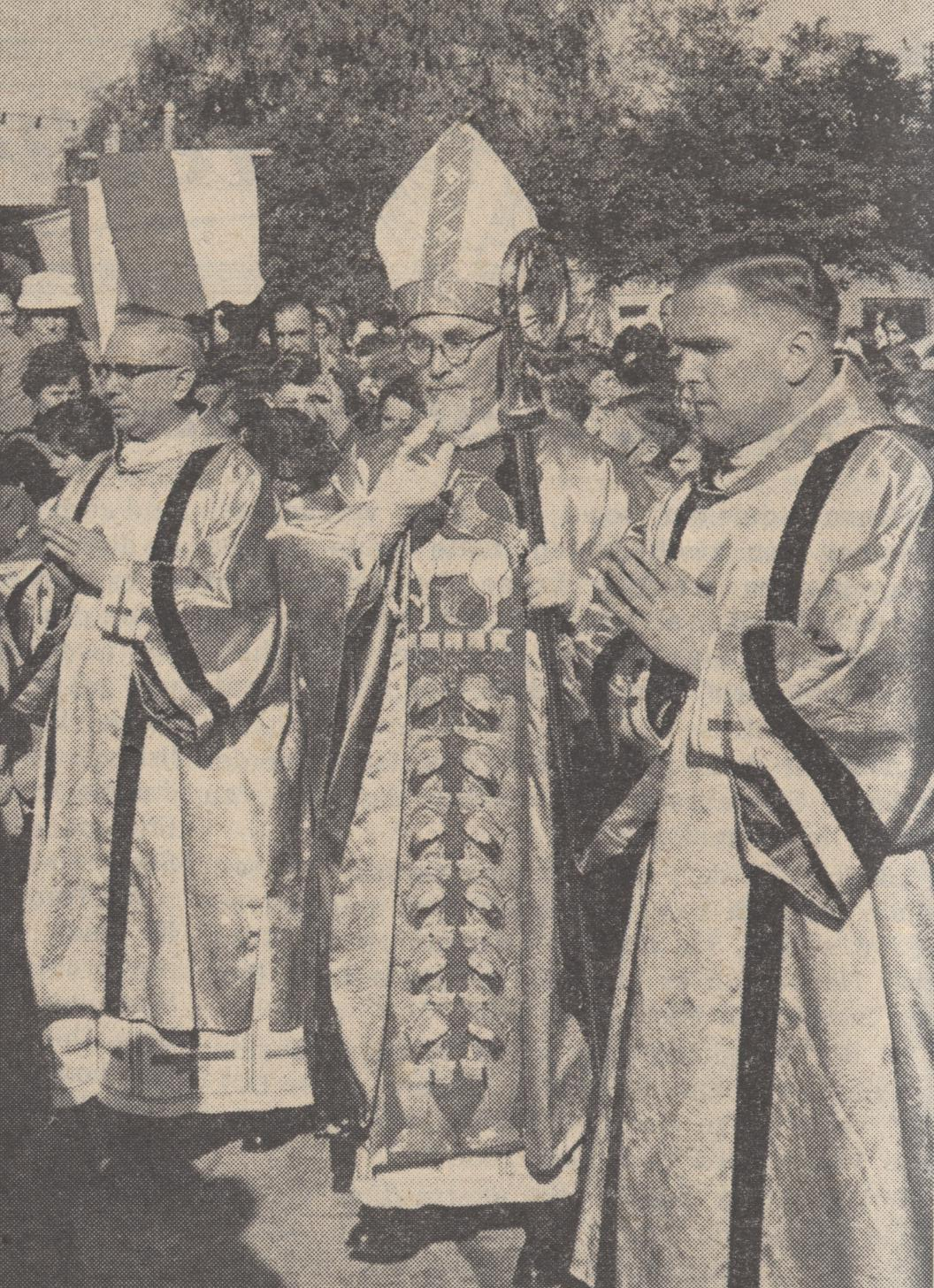
Bischof Weber am Tag seines goldenen Priesterjubiläums mit den neu gestifteten Bischofsinsignien

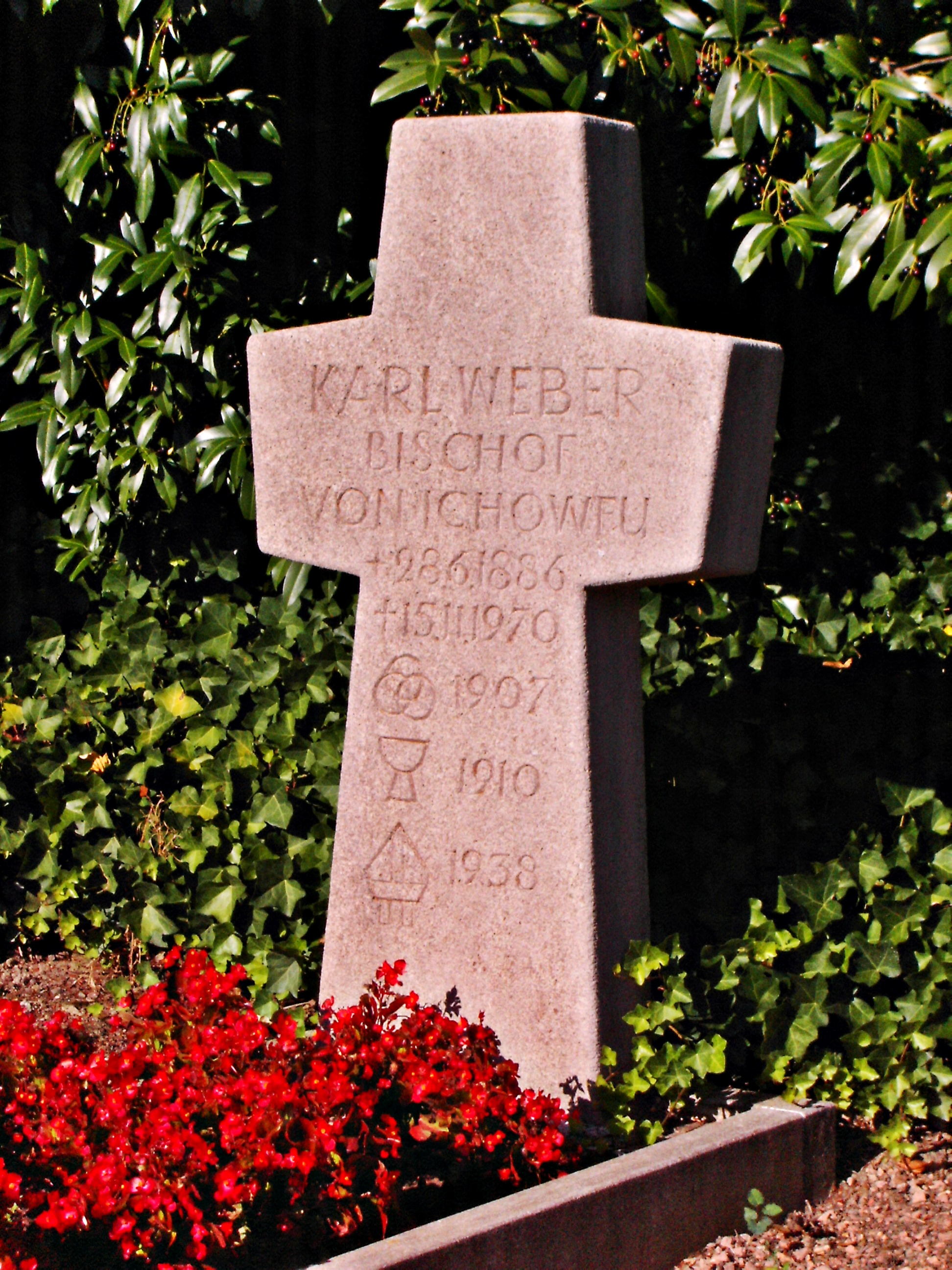
Grab von Bischof Weber, Friedhof, Steyler Missionshaus St. Wendel

Karl Christian Weber SVD (* 28. Juni 1886 in Bexbach; † 15. November 1970 in St. Wendel) war ein katholischer Priester, Steyler Missionar und ab 1938 Bischof (Apostolischer Vikar), seit 1946 Diözesanbischof von Ichowfu (auch Ichow) in China.

## Leben
Karl Christian Weber wurde 1886 in Bexbach, Bistum Speyer, Saarpfalz, Königreich Bayern geboren und trat 1898 als einer der ersten Schüler in das neu gegründete Missionshaus der Steyler Missionare in St. Wendel ein. Dort schloss er seine Gymnasialstudien ab und besuchte anschließend das Steyler Missionspriesterseminar St. Gabriel in Maria Enzersdorf bei Wien. Am 7. September 1910 legte er dort die ewigen Ordensgelübde ab, am 29. September erhielt er die Priesterweihe. 1911 ging Weber als Missionspater nach China, das ihm Arbeitsfeld und zweite Heimat wurde. Bischof Augustin Henninghaus SVD sandte den begabten jungen Priester als Seelsorger und Missionar in die westlichen Bezirke des Apostolischen Vikariates Yenchowfu (Yanzhou).
Zu Beginn des Ersten Weltkriegs zog man Pater Weber zum Militär im deutschen Schutzgebiet Kiautschou ein. Dort blieb er drei Monate als Sanitätssoldat in Tsingtao. Nach dem Krieg war der „Saarländische Pater“ von 1919 bis 1921 aus China ausgewiesen. Danach wirkte er erneut in China, bis 1928 als Rektor in Yangku und bis 1936 als Dekan in Tsaochowfu.
1937, im Jahr des Ausbruches des Zweiten Chinesisch-Japanischen Krieges, wurde das apostolische Vikariat Ichowfu (Ichow) gegründet und Pater Weber zum ersten Apostolischen Vikar von Ichowfu und Titularbischof von Daldis ernannt. Die Bischofsweihe empfing er am 16. Oktober 1938 in der neu erbauten Kathedrale von Tsingtao vom dortigen Apostolischen Vikar, Bischof Georg Weig SVD, einem bayerischen Landsmann aus der Oberpfalz. Kokonsekratoren waren der Apostolische Vikar von Yenchowfu, Theodor Schu, SVD und der Apostolische Vikar von Tsaochowfu, Franz Hoowaarts SVD.
1946 wurde das Apostolische Vikariat Ichowfu zur Diözese erhoben, und Karl Christian Weber wurde der erste Diözesanbischof. Seinem aktiven missionarischen Wirken setzte die Eroberung Chinas durch die Kommunisten ein Ende. Bischof Weber wurde 1951 verhaftet; zwei Jahre verbrachte er in Kerkerhaft, teilweise an Händen und Füßen gefesselt; man unterzog ihn mehrmals einer Gehirnwäsche.
Die Zwangsausweisung aus China beendete im Oktober 1953 die qualvolle Gefangenschaft des Pfälzer Bischofs. Auf einem dänischen Küstendampfer beförderte man ihn nach Hongkong, wo er noch an Bord vom deutschen Generalkonsul begrüßt wurde. Weber war zum Skelett abgemagert und musste zunächst fünf Monate im Krankenhaus verbringen, um wieder einigermaßen zu Kräften zu kommen. Herz, Lunge und Kreislauf waren stark geschädigt. Über die Philippinen kehrte der Bischof 1954 in die Heimat zurück und lebte von nun an im Steyler Missionshaus St. Wendel. Von Deutschland aus unterstützte er die Christen seiner verwaisten chinesischen Diözese und die Auslandschinesen, besonders in Taiwan und auf den Philippinen. Im September 1956 nahm er am 77. Katholikentag in Köln und anschließend als Vertreter der chinesischen Diözesen am Pastoralliturgischen Kongress in Assisi teil. In seiner Heimatdiözese Speyer entwickelte er eine rege Tätigkeit. Bischof Isidor Markus Emanuel von Speyer berichtet darüber:

„Unser Bexbacher Landsmann, Missionsbischof Karl Weber war 1954 nach fast zweijähriger, grausamer Kerkerhaft aus China ausgewiesen worden und als Greis in seine Heimat zurückgekehrt. Aber schon nach kurzer Erholung begann er ein so intensives Vortragsapostolat, daß ich ihm schon bei der Predigt zu seinem goldenen Priesterjubiläum, am 2. Oktober 1960 dafür danken konnte, daß er trotz seiner geschwächten Gesundheit in über 80 Pfarreien Einkehrtage und Triduen gehalten hatte. Die Dankesschuld war noch gewachsen, als ich bei seinem silbernen Bischofsjubiläum am 15. September 1963 in seiner Heimatkirche Bexbach wieder die Predigt hielt … Den letzten Liebesdienst im Namen seines Heimatbistums durfte ich ihm erweisen, bei seiner Beerdigung auf dem Friedhof des Missionshauses St. Michael in St. Wendel, am 18. November 1970.“

Bischof Weber hielt sich sehr gerne in seiner Heimatdiözese Speyer, besonders aber in seiner Geburtsstadt Bexbach auf. Hier, in seiner Heimatpfarrei, beging er auch stets seine Jubiläen. Anlässlich seines goldenen Weihejubiläums 1960, benannte man dort die bisherige „Pfarrgasse“ in „Bischof-Weber-Straße“ um. Radio Saarbrücken übertrug an diesem Tag aus Bexbach das feierliche Pontifikalamt, bei dem Bischof Isidor Markus Emanuel aus Speyer die Predigt hielt und dem auch Missionsbischof Theodor Schu sowie Abt Petrus Borne (OSB) von Tholey beiwohnten. Zum goldenen Priesterjubiläum erhielt er neue Bischofsinsignien, da die alten in China geblieben waren. Bexbach schenkte dem Jubilar einen neuen Bischofsstab, Oberbexbach ein neues Rochett und Frankenholz eine neue Mitra. Karl Christian Weber besuchte regelmäßig die Speyerer Diözesankatholikentage in Johanniskreuz. Ein Schlaganfall fesselte den Bischof ab Mitte August 1970 ans Bett.

## Werke von Bischof Weber
- Nur noch eine Chance – Eine Schrift von der seelischen Not der Zeit und ihrer Abhilfe. Selbstverlag Missionshaus St. Wendel, ca. 1965.